# Scaridium longicaudum
Scaridium longicaudum är en hjuldjursart som först beskrevs av Müller 1786.  Scaridium longicaudum ingår i släktet Scaridium och familjen Scaridiidae. Arten är reproducerande i Sverige. Inga underarter finns listade i Catalogue of Life.